# Municipio de Mendon (Míchigan)
El municipio de Mendon (en inglés: Mendon Township) es un municipio ubicado en el condado de St. Joseph en el estado estadounidense de Míchigan. En el año 2010 tenía una población de 2719 habitantes y una densidad poblacional de 28,97 personas por km².

## Geografía
El municipio de Mendon se encuentra ubicado en las coordenadas 42°1′44″N 85°27′55″O / 42.02889, -85.46528. Según la Oficina del Censo de los Estados Unidos, el municipio tiene una superficie total de 93.85 km², de la cual 90,51 km² corresponden a tierra firme y (3,55 %) 3,33 km² es agua.

## Demografía
Según el censo de 2010, había 2719 personas residiendo en el municipio de Mendon. La densidad de población era de 28,97 hab./km². De los 2719 habitantes, el municipio de Mendon estaba compuesto por el 96,54 % blancos, el 1,07 % eran afroamericanos, el 0,55 % eran amerindios, el 0,44 % eran asiáticos, el 0,29 % eran de otras razas y el 1,1 % eran de una mezcla de razas. Del total de la población el 1,51 % eran hispanos o latinos de cualquier raza.